# Lucy Somerset
Lucy Somerset, död 1583, var en engelsk hovfunktionär. Hon var hovdam hos drottning Katarina Howard. 
Hon var dotter till Henry Somerset, 2nd Earl of Worcester och Elizabeth Somerset. 
Katarina Howard gifte sig med Henrik VIII av England 1540.
Hon utsågs därefter till en av drottningens hovdamer.  
Katarina Howard arresterades och ställdes inför rätta för äktenskapsbrott i november 1541. Efter Katarina Howards avrättning 1542 omtalades hon i den kejserliga ambassadörens rapporter som en av tre kvinnor som Henrik VIII övervägde att gifta om sig med. 
Hon gifte sig 1545 med John Neville, 4th Baron Latimer. 